# Счастливое (Кировоградская область)
Счастливое (укр. Щасливе) — село в Попельнастовской сельской общине Александрийского района Кировоградской области Украины.
Население по переписи 2001 года составляло 734 человека, а по данным 2023 года 529 человек. Почтовый индекс — 28055. Телефонный код — 5235. Код КОАТУУ — 3520386701.